# 集体出发

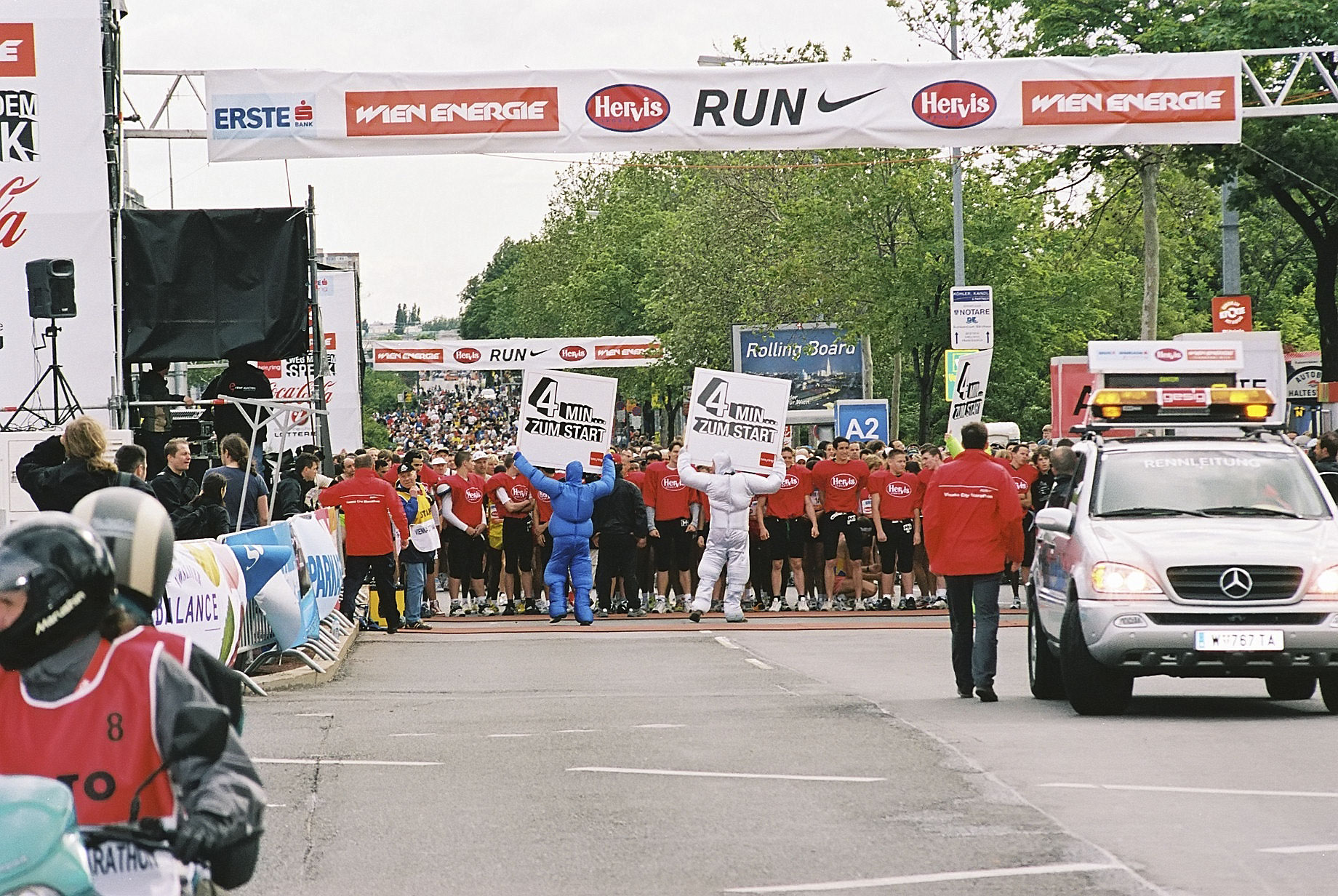
2004年维也纳城市马拉松赛的集体起跑

集体出发（英語：mass start）是田径长跑、速滑、长距离越野滑雪、冬季两项等竞技运动中的一种起跑形式。
此类赛事通常有很多参赛者，为了让所有参赛者拥有相同的温度、风速、晴天或雨天等环境条件，他们需要在同一时间、同一地点出发，并沿着同一路线前进。但是大量的竞争者使得他们不可能在同一条起跑线上。但由于竞争者人数众多，不可能在同一起跑线上容纳所有的人。因此，运动员们在开始前站成一排：有些人落后于其他人，有时落后几十米甚至更多，这取决于竞争对手的数量。
传统的做法是，所有运动员在发枪同一刻出发，并与队伍靠前运动员的起跑线和终点线相同。这意味着在队伍后面的人必须多跑一段距离。而起跑时在队伍中的位置往往根据他们以前的成绩决定，或者参赛者遵循自己的期望和礼仪进行选择。通常情况下，好的运动员会占据前面的位置。
现代电子技术使获得每个运动员从冲过起跑线到冲过终点线的时间成为可能，这就是芯片时间（chip time）或称为应答器计时（transponder timing）。然而，有一个缺点是，由于比赛并非同时结束，所以比赛排名与到达终点的先后顺序不一致。避免排在后面的人处于劣势的其他方法是单独起跑（运动员一次一个人起跑）和间隔起跑（运动员分批释放）。通常比赛并不使用芯片时间决定比赛结果，而是把最先到达终点的人看作胜利者。